# Aspa (manzana)
Aspa es el nombre de una variedad cultivar de manzano (Malus domestica). 
Un híbrido de manzana originaria de Suecia. Las frutas tienen la pulpa con textura suelta, jugosa y sabor agrio. Tolera la zona de rusticidad delimitada por el departamento USDA, de nivel 1 a 3.

## Sinonimia
- "Prickgylling".

## Historia
La casa señorial Aspa Bruk (Molino de Aspa), está ubicada en la parroquia Hammars, junto al lago Vättern en la parte más al sur de Närke, ha dado su nombre a esta manzana y a una pera.
En la década de 1860, había un propietario de una granja llamado Albert Robson que estaba muy interesado en el cultivo de frutas y árboles frutales, este informó a Olof Eneroth que la manzana 'Aspa' tenía su origen en una semilla de la variedad de manzana 'Astracán'. Eneroth describió la variedad por vez primera en el anuario de la Asociación Sueca de Jardineros de 1862 y también escribió que la manzana es adecuada para cultivar en los jardines señoriales.
Está incluida en la relación de manzanas cultivadas en Suecia en el libro "Äpplen i Sverige : 240 äppelsorter i text och bild.
"-(Manzanas en Suecia: 240 variedades de manzanas en texto e imagen).

## Características
'Aspa' es un árbol de un vigor medio. Tiene un tiempo de floración que comienza a partir del 2 de mayo con el 10% de floración, para el 6 de mayo tiene una floración completa (80%), y para el 16 de mayo tiene un 90% caída de pétalos.
'Aspa' tiene una talla de fruto pequeño a medio; forma redondeada; con nervaduras medias, y corona débil; piel fina y ligeramente brillante, además de grasa, epidermis con color de fondo es amarillo verdoso, con un sobre color lavado de rojo en la parte expuesta al sol, importancia del sobre color bajo (15-25%), y patrón del sobre color chapa, presenta lenticelas de tamaño pequeño, ruginoso-"russeting" (pardeamiento áspero superficial que presentan algunas variedades) muy bajo; cáliz es medio y semicerrado, asentado en una cuenca estrecha y profunda, con pliegues en la pared pronunciados; pedúnculo es largo y de calibre fino, colocado en una cavidad poco profunda y estrecha, con ruginoso-"russeting" en las paredes; carne de color blanco, pulpa con textura suelta, jugosa y sabor agrio.
La manzana madura a finales de septiembre, pudiendo consumirla en el momento, y se mantiene bien un mes más.

## Usos
Una excelente manzana para comer fresca en postre de mesa, y por su sabor agrio se podría utilizar en la elaboración de sidra.

## Ploidismo
Diploide, polen auto estéril. Para su polinización necesita variedad de manzana con polen compatible.

## Susceptibilidades
Presenta cierta resistencia a la sarna del manzano y al mildiu.